# Ligne 162 (Infrabel)
Pour les articles homonymes, voir Ligne 162.
La ligne 162 est une ligne ferroviaire belge reliant Namur à la frontière luxembourgeoise, à l’est d’Arlon. Elle forme avec la ligne 161 une radiale nord - sud appelée anciennement « Ligne du Luxembourg ».
Cette ligne est la colonne vertébrale du transport en commun en province de Luxembourg et compte d’importants nœuds d’interconnexion avec les bus du TEC comme Arlon, ou Libramont.
Construite à l’économie par la Grande compagnie du Luxembourg (un consortium d’investisseurs anglais souhaitant acheminer la malle des Indes par le rail), cette ligne qui ne comporte ni tunnels, ni ouvrages d’art importants présente un tracé très sinueux sur certains tronçons, avec par exemple quatre courbes serrées de près de 90 degrés à Mirwart.
Électrifiée en 1956, elle n’a depuis plus fait l’objet d’investissements importants avant les années 2010, de sorte que c’est la « grande ligne » belge ayant la plus faible vitesse de référence (130 km/h).

## Historique
- Dès 1835, l’État belge développa son réseau de chemin de fer en étoile autour de la ville de Malines. Le sud du pays, faiblement peuplé, ne sera concerné que dans la seconde phase du développement, qui implique des concessionnaires privés à partir de 1844.
- La loi du 18 juin 1846 accorda la concession du chemin de fer de Bruxelles à Luxembourg et Longwy, avec antennes vers l’Ourthe et Bastogne. La Grande Compagnie du Luxembourg est créée pour construire l’infrastructure.
- Le 28 août 1854, une première section, reliant la gare bruxelloise du quartier Léopold sur le territoire d’Ixelles et La Hulpe, prolongée l’année suivante vers Gembloux et Rhisnes, aux environs de Namur.
- Les capitaux anglais de la compagnie s’avèrent rapidement insuffisants, et la compagnie manque plusieurs fois de mettre la clé sous la porte. Des banquiers belges et des représentants des intérêts locaux des régions traversées rejoignent la compagnie qui progresse à bon rythme.
- La ligne 162 proprement dite est inaugurée en 1858, en trois phases : Namur - Ciney, Ciney - Grupont et Grupont - Arlon. La frontière grand-ducale est atteinte l’année suivante.
- En 1873, l’État doit intervenir financièrement dans la pose de la seconde voie qui vient de démarrer. La Compagnie du Luxembourg est nationalisée.
- Avec son profil difficile, la ligne est de tout temps le terrain de jeu de locomotives à vapeur puissantes, telles les types 36 et 10, les plus puissantes de la SNCB avant guerre.
- En 1935, la SNCB inaugure la traction électrique entre Bruxelles et Anvers, avec des plans pour électrifier ses lignes principales. Si la Seconde Guerre mondiale interrompt ces projets, ils reprennent après la remise en état du réseau et en 1956, les premières automotrices prennent la ligne d’assaut, la SNCB commandera même les locomotives de la série 23, munies du frein à récupération, pour y remorquer les trains de marchandises.La gare de Libramont vers 1900

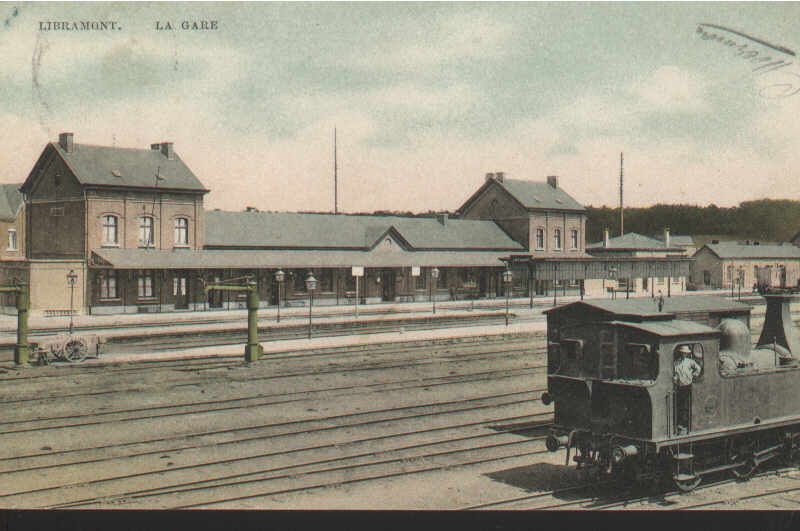
La gare de Libramont vers 1900

- En 1980, l’arrivée des automotrices « break » préfigure la révolution que sera le plan IC-IR de 1984, avec la généralisation du trafic voyageur cadencé. Malheureusement, de nombreuses haltes (surtout au sud de Libramont) fermeront simultanément.
- En 2000, le matériel roulant est renouvelé avec l’arrivée des automotrices AM96, suivi en 2003 par une augmentation de la capacité des trains d’heure de pointe à l’aide de voitures à deux niveaux M6.
- En 2007, des travaux de remise à niveau démarrent, notamment avec le remplacement de la caténaire et des passages supérieurs. L’objectif est d’augmenter la vitesse de référence (qui est de 130 km/h depuis 1956) à 160 km/h, et surtout de réduire le nombre de « points singuliers » où la vitesse autorisée est parfois sérieusement réduite. Il est prévu que ces travaux s'achèvent en 2027.
- En 2012, les vénérables automotrices « double », datant des années 1960 - 1970 et assurant les trains locaux, ont été remplacées par des automotrices Desiro, fabriquées par Siemens.
- Le matin du 15 juillet 2021, l'automotrice Desiro 08501 déraille à Lesterny, sur la section Jemelle-Libramont, touchée par les inondations[2]. Les travaux de reconstruction de la ligne, victime de glissements de terrain ou du débordement de cours d'eau, durent jusqu'au mois d'août.
- Fin août 2022, la section de Hatrival à la frontière luxembourgeoise passe en 25kv[3].

## Caractéristiques

### Tracé

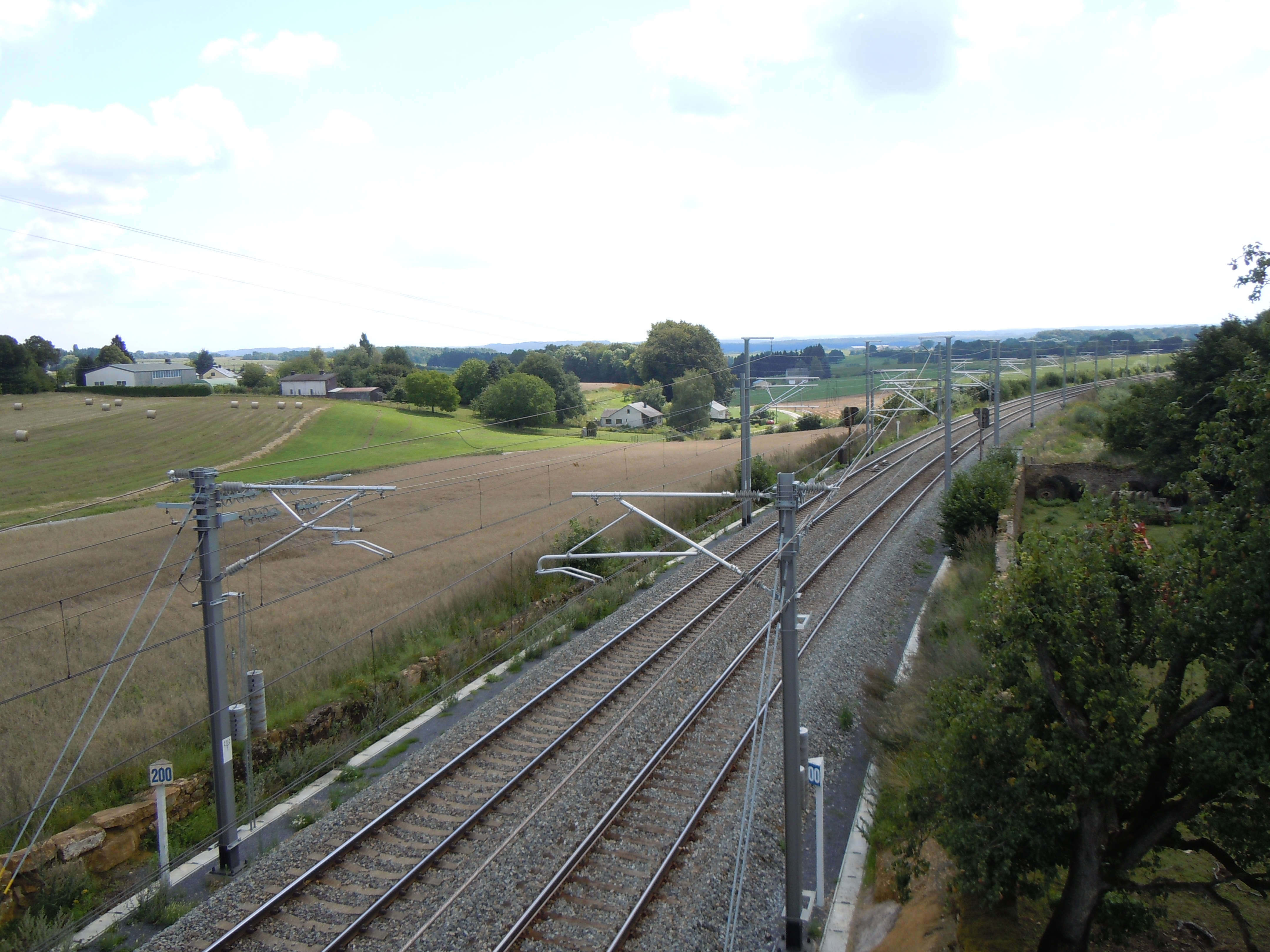
La ligne entre Arlon et Weyler

La ligne est à voie double. Elle suit une direction générale vers le sud-est, traverse une partie des Ardennes et rejoint le Luxembourg à la gare de Kleinbettingen. La gare-frontière belge correspondante, à Sterpenich, est fermée depuis le 3 juin 1984.

### Profil et ouvrages d’art
Le profil de la ligne 162 est assez difficile et compte plusieurs rampes à 16‰, notamment deux rampes de plusieurs kilomètres (15 kilomètres entre la Meuse et Courrière ainsi que 32 kilomètres entre Jemelle et Libramont). Il existe également une rampe plus courte, près de Stockem qui a nécessité une locomotive d’allège à de nombreux trains de marchandises à destination de la frontière.
Quelques courbes assez serrées près de Mirwart limitent la vitesse des trains.
Fait marquant, cette ligne ne compte aucun tunnel et un seul viaduc (franchissant la Meuse). Elle compte en revanche de nombreux remblais et tranchées.

## Utilisation
Le trafic est composé :
- d’une relation voyageurs « Intercity » : Bruxelles - Namur - Ciney - Marloie - Jemelle - Libramont - Marbehan - Arlon - Luxembourg, cadencée à l’heure ;
- d’une relation « omnibus » : Namur - Ciney cadencée à l’heure ;
- d’une relation « omnibus » : Ciney - Jemelle cadencée aux 2 heures ;
- d’une relation « omnibus » Marloie - Libramont cadencée aux 2 heures
- d’une relation « omnibus » : Libramont - Arlon cadencée à l'heure ;
- de quelques allers-retours quotidiens de renforcement aux heures de pointe entre Arlon, Jemelle et Namur (prolongés vers Bruxelles), d'un aller-retour entre Luxembourg et Namur (prolongé vers Bruxelles), et également d'un trajet « scolaire » entre (Bruxelles puis) Namur et Arlon (NB : la plupart de ces trains de renforcement assurent les mêmes arrêts que les trains « Intercity ») ;

Depuis la réfection de la ligne « Athus-Meuse » qui a capté l’essentiel du trafic « fret » entre la Belgique d’une part, l’est de la France, la Suisse et l’Italie de l’autre, les seuls trains de marchandises utilisant la ligne 162 sont des trains de desserte locale. C’est également la raison pour laquelle la gare de triage de Stockem (Arlon) n’est presque plus utilisée.
Ces travaux qui ont fait de l'Athus-Meuse un corridor fret visaient à la fois à réduire les temps de parcours de ces trains de fret mais aussi à réduire l'engorgement, nuisant au trafic voyageurs, de la ligne 162.

## Projets futurs
La ligne n'est réellement rentable qu'à ses extrémités, de sorte qu'Infrabel, le gestionnaire du réseau ferré belge, est peu enclin à y investir. Un projet de liaison entre capitales européennes (Bruxelles – Luxembourg – Strasbourg) nommé « Eurocap Rail » existe toutefois dans les cartons, mais il manque une réelle volonté d'avancer, le financement étant limité alors que les besoins sont nombreux. Le retrait d'une aide européenne en 2008 a été suivi, six ans plus tard, d'une nouvelle promesse d'aide (conditionnée par la conclusion des travaux belges jusqu'à Sterpenich — à la frontière luxembourgeoise — avant la fin de 2015). En attendant l'augmentation de la vitesse de 130 à 160 km/h qui doit en résulter, le Grand-Duché de Luxembourg exécute des travaux sur son territoire, ce qui devrait mettre Strasbourg à 3 h 30 min de Bruxelles si le projet d'utilisation de trains pendulaires, abandonné, contribuait à réduire la durée du trajet Bruxelles – Strasbourg. D'ici à l'éventuelle réalisation de cet objectif, les eurodéputés font, depuis 2008, la navette entre les sessions parlementaires de Bruxelles et de Strasbourg en voiture et, surtout, en Thalys spécialement affrété (remplacé en 2016 par un TGV régulier rebroussant en outre à Lille-Europe), empruntant les LGV 1, Nord et Est européenne.
Le projet de la branche nord de la LGV Rhin-Rhône (Luxembourg – Metz – Dijon) pourrait faire accélérer le projet d'une LGV entre Bruxelles et Luxembourg (puis relier Strasbourg via la LGV Est). Cette ligne constituerait une alternative à la LGV Nord, qui serait proche de la saturation dans les prochaines décennies. En même temps, elle pourrait servir à de futures liaisons TGV depuis Bruxelles vers Lyon et le sud-est de la France (Provence, Alpes et Côte d'Azur).
Depuis 2007, Infrabel réalise des travaux d'entretien et de modernisation. Il consiste à renouveler la voie et la caténaire, à remplacer de nombreux ponts, à lever certaines restrictions locales de vitesses et à augmenter la vitesse de référence à 160 km/h dans la province de Luxembourg, là où elle était limitée par la topographie locale. Or, il a été mentionné par le ministre fédéral de la mobilité Georges Gilkinet, que le respect de l'échéance (2027) n'était pas garanti. De plus, la voie y fait également l'objet d'une sécurisation par le reprofilage de certaines parois rocheuses jugées instables, qui dominent la voie ferroviaire en tranchée.
Il est également question de ré-électrifier cette ligne en 25 kV monophasé, comme ce fut effectué pour la ligne Athus-Meuse. La nouvelle caténaire en cours d'installation doit être exploitée en 25 kV à partir de 2021,. La ligne 5 luxembourgeoise, qui prolonge la ligne 162 jusqu'à la capitale du Grand-Duché, a quant à elle été ré-électrifiée en 25 kV courant 2018.
Outre son intérêt international, cette ligne remplit un rôle spécifiquement intérieur en offrant, aux navetteurs du sud-est de la Belgique, un accès direct à Bruxelles. Moyennant un changement à la gare de Bruxelles-Midi, elle assure aussi l'accès à la côte belge. Elle offre donc un intérêt touristique pour le tourisme en Flandre.